# Cănești
Cănești is een Roemeense gemeente in het district Buzău.
Cănești telt 975 inwoners.